# Донизете Кандидо, Осмар
Осмар Донизете Кандидо (порт. Osmar Donizete Cândido; 24 октября 1968, Прадус) — бразильский футболист, игрок сборной Бразилии, за которую провёл 9 матчей.

## Биография
Донизете отличался высокой скоростью на поле, за что получил прозвище «Пантера». Начинал спортивную карьеру в «Волте-Редонде», после чего, транзитом через «Сан-Жозе», перешёл в «Ботафого». В последнюю команду он неоднократно возвращался на протяжении карьеры и выиграл с ней чемпионат штата в 1990 году и чемпионат Бразилии в 1995 году.
Помимо «Ботафого» Донизете выступал и за другие бразильские суперклубы. Если в «Палмейрасе» и «Крузейро» футболист не сумел выиграть ни одного титула, то в «Коринтиансе» он выиграл Лигу Паулисту в 1997, а в «Васко да Гаме» — Лигу Кариоку и Кубок Либертадорес в 1998 году, а также Турнир Рио-Сан-Паулу в 1999.
Донизете также вошёл в историю мексиканского клуба «Эстудиантес Текос» (в бытность выступлений за него футболиста, команда ещё носила название «Текос УАГ») — в 1994 году он помог команде выиграть свой первый чемпионский титул, а всего за эту команду Донизете провёл более 200 матчей только в чемпионате Мексики, забив свыше 40 голов.
В 1995—1998 гг. Донизете выступал за сборную Бразилии. В её составе он занял третье место на Золотом кубке КОНКАКАФ в 1998 году, куда бразильцы получили специальное приглашение.

## Достижения

### Командные
- Чемпион штата Рио-де-Жанейро: 1990,
- Чемпион Бразилии: 1995
- Обладатель Трофея Рио: 1999, 2004
- Чемпион Мексики: 1994
- Обладатель Кубка Кирин: 1996
- Чемпион штата Сан-Паулу: 1997
- Обладатель Кубка Либертадорес: 1998

### Персональные
- Лучший бомбардир чемпионата Мексики: 1995
- Обладатель «Серебряного мяча» Бразилии: 1995